# Acrothyrea nudipes
Acrothyrea nudipes är en skalbaggsart som beskrevs av Valck Lucassen 1939. Acrothyrea nudipes ingår i släktet Acrothyrea och familjen Cetoniidae. Inga underarter finns listade i Catalogue of Life.